# Sandrine Meyini Ayangma
Sandrine Meyini Ayangma, née le 25 octobre 1986 à Baliama, est une joueuse camerounaise de basket-ball évoluant au poste d'ailier.

## Carrière
Elle participe à trois éditions du Championnat d'Afrique avec l'équipe du Cameroun, terminant sixième en 2011, deuxième en 2015 et dixième en 2019.